# 真珠子
真珠子（しんじゅこ、1976年 - ）は、熊本県天草郡苓北町出身の画家、イラストレーター、映像作家、美術家。

## 来歴
- 1976年 - 熊本県天草郡苓北町に生まれる。
- 1997年～2000年 - 熊本県立苓洋高等学校の美術科講師を務める。
- 1997年～2000年 - こども造形教室を主催。
- 2000年 - 上京。
- 2007年 - あや野と音楽ユニット「てンぬイ」を結成。
- 2008年 - アーティスト・イン・レジデンス in Amakusaの招聘作家として天草で陶芸作品に取り組む。

## 主な作品
- 2003年 - 宍戸留美のCD-ROM写真集「Ruminescence　ルミネッセンス」ジャケット
- 2004年 - Gwen Stefaniのアルバム「Love. Angel. Music. Baby.」の歌詞カードのイラスト
- 2005年 - 橋口いくよ著「水平線の光の中、また逢えたら another　『亡国のイージス』　ジョンヒ　静かなる姫」（幻冬舎）カバーイラスト
- 2005年 - 橋口いくよ著「愛の種。」（幻冬舎）カバーイラスト
- 2005年 - イギリスのアート雑誌「Fused」にて作品、インタビュー掲載　（インタビュアー：Paul Heaton、高橋剛生）
- 2005年 - 大竹佑季のデビューミニアルバム「Greensleeves」収録の「Awakening」PV製作
- 2006年 - 熊本日日新聞にて、絵とエッセイ「おリボン練習帳」連載
- 2007年 - 文芸誌ダ・ヴィンチにて連載の橋口いくよ著「原宿ガール」挿絵
- 2007年 - 横浜EIZONE、NHK「デジタル・スタジアム」ブースの内装担当「真珠子的吾痕破麗夢図」
- 2008年 - 屋根裏監修「世界のサブカルチャー」にて作品、インタビュー掲載
- 2008年 - 香山リカ著「ポケットは80年代がいっぱい」ドローイング担当　（ブックデザイン：祖父江慎＋佐藤亜沙美）
- 2008年 - 関西テレビ・フジテレビ『SMAP×SMAP』の15秒ブリッジアニメーション制作
- 2008年 - 天草大陶磁器展にて陶磁器「海母」出品
- 2008年 - 女子中学生限定グラビア誌Chu→Bohでアートページ「乙女たちのめるへん学級」担当　（撮影：増田賢一）
- 2008年 - 橋口いくよ著「原宿ガール」カバー、表紙、本文イラスト担当　（ブックデザイン：祖父江慎＋cozfish）
- 2008年 - 渋谷スクランブル交差点他5機のTVモニターにてアニメーション「うず犬」1ヶ月間放映
- 2008年 - 女子中学生限定グラビア誌Chu→Boh 27号でアートページ7ページ担当　（家具、服、イラスト、構成）　（撮影：増田賢一）
- 2008年 - 女子小学生オンリーグラビア誌Sho→Boh 25号にてアートページ8ページ担当　（撮影：増田賢一）
- 2009年 - 宍戸留美の「井の頭にて」PV製作

## 主な個展
- 2004年 - 「やんちゃなおしおき秘宝館」展　（Lapnet Club、東京）
- 2006年 - 「Ready for Lady」　（熊本市現代美術館ギャラリーⅢ、熊本）
- 2007年 - 「姫すごろく『寵姫　花形姫』～私が姫じゃない理由って？～」　（Lapnet Ship、東京）
- 2010年 - 「おとめだち」　（カオリ座、東京）

## 主なグループ展
- 2005年 - 「2005 Nippon Koma」　（Pequeno Auditorio、リスボン）
- 2005年 - 「TOY2R EXPO」　（FEWMANY、東京）
- 2005年 - 「デジスタカフェ」　(J-POP CAFE 渋谷、東京)
- 2005年 - 「ニッポンコネクション・オン・ツアー」　（Festivalzentrum、フランクフルト市／Hungarian House of Photography、ブダペスト／在ベルギー日本国大使館広報文化センタ、ブリュッセル）
- 2005年 - 「第2回スーパークリエイターズ アリーナ（SCA2）」　（六本木ヒルズアリーナ、東京）
- 2005年 - 「第22回チョイス大賞展」　（ミツムラ・アート・プラザ、東京／ペーパーボイス（平和紙業）、大阪／セントラルアートギャラリー、名古屋）
- 2006年 - 「眼差しと好奇心」　（ミヅマ・アクション、東京）
- 2006年 - 「Melbourne Art Fair」　（ロイヤル･エキシビション･ビルディング、メルボルン）
- 2006年 - 「デジタルアートフェスティバル2006」　（トーキョーワンダーサイト渋谷、東京）
- 2007年 - 「感情の強盗展」　（BankART studio NYK、横浜）
- 2008年 - 「眼差しと好奇心」　（Soka Art Center、台北）
- 2008年 - 「ピクニックあるいは回遊」　（熊本市現代美術館、熊本）
- 2009年 - 「Le Japon Parano 2」　（Le Monte-en-l'air　、パリ）
- 2009年 - 「アリス百花幻想」　（Span Arl Gallery、東京）
- 2010年 - 「都に雨の降るごとく」　（Galle Marie、東京）

## 主な受賞歴
- 2004年 - 雑誌「Illustration」の「ザ・チョイス」2004年度賞入賞。
- 2004年 - NHK「デジタル・スタジアム」第191回田中秀幸セレクション受賞。
- 2004年 - NHK「デジタル・スタジアム」佐藤可士和セレクション入選。
- 2005年 - NHK「デジタル・スタジアム」丹下紘希セレクション入選。DVD「デジタルスタジアム～デジスタ・キャラクターズ　みうらじゅんセレクション」 に作品収録。

## エピソード
- クールジャパンにいち早く着目したGwen Stefaniにアートワークを起用された事が自身のアートの国外展開のきっかけとなった。